# Live at the BBC (álbum de Electric Light Orchestra)
Live at the BBC es el quinto álbum en directo de la banda británica Electric Light Orchestra, publicada por la compañía discográfica Eagle Records en junio de 1999. El álbum incluye varias sesiones en directo realizadas para la cadena británica BBC, así como segmentos de conciertos grabados para la cadena.

## Lista de canciones
Todas las canciones escritas y compuestas por Jeff Lynne excepto donde se anota. 
| Disco uno |                                      |                    |          |  |
| N.º       | Título                               | Escritor(es)       | Duración |  |
| 1.        | «From the Sun to the World»          |                    |          |  |
| 2.        | «Kuiama»                             |                    |          |  |
| 3.        | «In the Hall of the Mountain King»   | Grieg              |          |  |
| 4.        | «Roll Over Beethoven»                | Chuck Berry        |          |  |
| 5.        | «King of the Universe»               |                    |          |  |
| 6.        | «Bluebird is Dead»                   |                    |          |  |
| 7.        | «Oh No Not Susan»                    |                    |          |  |
| 8.        | «New World Rising»                   |                    |          |  |
| 9.        | «Violin Solo/Orange Blossom Special» | Kaminski / Rouse   |          |  |
| 10.       | «In the Hall of the Mountain King»   | Grieg              |          |  |
| 11.       | «Great Balls of Fire»                | Hammer / Blackwell |          |  |

| Disco dos |                                                   |          |  |
| N.º       | Título                                            | Duración |  |
| 1.        | «Fire on High»                                    |          |  |
| 2.        | «Poker»                                           |          |  |
| 3.        | «Nightrider»                                      |          |  |
| 4.        | «Medley: On the Third Day»                        |          |  |
| 5.        | «Showdown»                                        |          |  |
| 6.        | «Eldorado Overture»/«Can't Get It Out Of My Head» |          |  |
| 7.        | «Poor Boy (The Greenwood)»                        |          |  |
| 8.        | «Illusions in G Major»                            |          |  |
| 9.        | «Strange Magic»                                   |          |  |
| 10.       | «Evil Woman»                                      |          |  |
| 11.       | «Ma-Ma-Ma Belle»                                  |          |  |